# Nikos Kavvadías
Nikos Kavvadías (en griego, Νίκος Καββαδίας) (11 de enero de 1910 – 10 de febrero de 1975) fue un poeta y escritor griego, que utilizó sus viajes por el mundo como marinero como metáfora de la huida de las convenciones sociales.

## Biografía
Nació en la localidad de Nikolski Ousouriski, cerca de Harbin, en Manchuria, China. Según declaró en su relato Li (publicado en 1987), su nacimiento le mantuvo ligado de por vida al Lejano Oriente. Sus padres eran griegos, de la isla de Cefalonia, y tenían un negocio de importación y exportación. Durante su niñez viajó intensamente. Su familia volvió durante algunos años a su isla natal y se mudó finalmente al Pireo, puerto de Atenas, en 1921. 
A los 18 años publica sus primeros poemas y, tras graduarse, realiza los exámenes de ingreso en la universidad para estudiar Medicina en 1928. Sin embargo, su padre enferma y el joven Kavvadías tiene que ponerse a trabajar en una compañía naviera para mantener a su familia. Tras la muerte de su padre, se embarca como marinero en el buque Agios Nikolaos. Trabaja durante algunos años en cargueros, de los que regresa siempre a casa agotado y sin blanca. Intenta obtener el título de capitán, pero finalmente se conforma con el de operador de radio. Lo consigue en 1939, pero por entonces estalla la Segunda Guerra Mundial y parte a luchar a Albania. 
Durante la ocupación alemana de Grecia, permanece en Atenas. Cuando la guerra termina, se embarca de nuevo y viaja continuamente por el mundo como operador de radio hasta noviembre de 1974, teniendo la oportunidad de conocer el mar y sus puertos exóticos. De sus experiencias en el mar obtiene materia para su poesía. De vuelta de su último viaje, mientras preparaba la publicación de su tercer poemario, muere súbitamente de un infarto el 19 de febrero de 1975. 
Su obra está llena de alusiones a la vida marinera. Su poesía es muy popular en Grecia, en parte debido a la labor de Thanos Mikroutsikos, que ha musicado varios poemas de Kavvadias en sus discos Stavros tou Notou (Cruz del Sur) and Grammes Orizonton (Las líneas del horizonte).

## Primeros escritos
Su primer poemario, Marabú, se publica en 1933. Por entonces el veintañero Kavvadías estaba poseído del espíritu romántico de la juventud, impresionado por las maravillas del mundo. Casi todos los poemas cuentan historias, ficticias en parte, sobre la vida en los barcos y puertos que había visitado. El libro comienza con un poema sobre el amor catastrófico de un marinero por una joven de familia rica, que acaba convertida en una pobre prostituta, casi irreconocible. Otro poema cuenta la historia de un capitán noruego que muere de nostagia al ver un barco que parte hacia su patria. En otro, se narra la historia de una pieza de hierro maldita, cuyos poseedores están condenados a matar con ella a una persona amada. Se observa la influencia de la poesía francesa, en especial de Charles Baudelaire, a quien cita en muchas ocasiones. Como es común en la poesía griega, predomina un tono nostálgico.

## Obras posteriores
Sus otros dos poemarios son Pousi (1947) y Traverso (1975, póstumo). También escribió algunos relatos inspirados en su experiencia como soldado en Albania durante la Segunda Guerra Mundial, como Sobre la guerra (1987, póstumo). En su obra de madurez hay un claro compromiso con la izquierda liberal: Kavvadías confiesa con orgullo que ha ayudado a introducir en el país libros prohibidos por el gobierno militar griego, escribe una elegía a Che Guevara y dedica otro poema a Federico García Lorca, cuya muerte brutal pone en paralelo con la destrucción del pueblo griego de Distomo por los nazis. 
Su única novela, La guardia (1954), recoge las historias que varios marinos cuentan durante el turno de noche en cubierta. Su mundo, desconcertante, está poblado por puertos exóticos, prostitutas, capitanes enloquecidos y recuerdos de la Guerra, con una mezcla de experiencias reales y ensoñaciones. 
Aunque no se le considera un prosista innovador ni un poeta a la altura de los grandes de su era, como Odysseas Elytis, Kavvadías es muy popular en Grecia y sus poemas más notables se enseñan en las escuelas. Para muchos, encarna el espíritu de Grecia, por su amor romántico al mar y la vida viajera y su visión directa y muy humana de los problemas de la vida.